# Nemanja Maksimović
Nemanja Maksimović (en serbio: Немања Максимовић; Banja Koviljača, 26 de enero de 1995) es un futbolista serbio. Juega de centrocampista y su equipo es el Shabab Al-Ahli Club de la UAE Pro League.

## Trayectoria

### España
Tras anunciar su fichaje por el Valencia Club de Fútbol en el mes de enero de 2017 el jugador estuvo apartado del equipo y no volvió a disputar más competiciones oficiales con el F. C. Astana. Finalmente, el 3 de julio de 2017 el club valenciano oficializó su fichaje y empezó los entrenamientos de pretemporada con el primer equipo.
El 16 de julio de 2018 abandonó el conjunto valenciano y firmó por el Getafe Club de Fútbol para las siguientes seis temporadas.
En la temporada 2018-19 jugó como mediocentro titular en el conjunto azulón.
En marzo de 2024 se anunció su fichaje por el Panathinaikos F. C. para la siguiente temporada una vez finalizara su contrato con el equipo getafense. Estuvo poco más de un año y en agosto de 2025 se marchó al Shabab Al-Ahli Club.

## Selección nacional

### Participaciones en Copas del Mundo
| Mundial                        | Sede  | Resultado    | Partidos | Goles |
| ------------------------------ | ----- | ------------ | -------- | ----- |
| Copa Mundial de Fútbol de 2022 | Catar | Primera fase | 3        | 0     |

### Participaciones en Eurocopas
| Copa          | Sede     | Resultado    | Partidos | Goles |
| ------------- | -------- | ------------ | -------- | ----- |
| Eurocopa 2024 | Alemania | Primera fase | 0        | 0     |

## Estadísticas

### Clubes
Actualizado al último partido disputado el 14 de agosto de 2025.
| Club                         | Div.          | Temporada     | Liga  | Liga  | Copas nacionales | Copas nacionales | Copas internacionales | Copas internacionales | Total | Total |
| Club                         | Div.          | Temporada     | Part. | Goles | Part.            | Goles            | Part.                 | Goles                 | Part. | Goles |
| ---------------------------- | ------------- | ------------- | ----- | ----- | ---------------- | ---------------- | --------------------- | --------------------- | ----- | ----- |
| N. K. Domžale Eslovenia      | 1.ª           | 2013-14       | 11    | 0     | 0                | 0                | ―                     | ―                     | 11    | 0     |
| N. K. Domžale Eslovenia      | 1.ª           | 2014-15       | 16    | 3     | 3                | 1                | ―                     | ―                     | 19    | 4     |
| N. K. Domžale Eslovenia      | Total club    | Total club    | 27    | 3     | 3                | 1                | 0                     | 0                     | 30    | 4     |
| F. C. Astana · Kazajistán    | 1.ª           | 2015          | 23    | 6     | 4                | 0                | 11                    | 1                     | 38    | 7     |
| F. C. Astana · Kazajistán    | 1.ª           | 2016          | 31    | 3     | 2                | 0                | 10                    | 2                     | 43    | 5     |
| F. C. Astana · Kazajistán    | Total club    | Total club    | 54    | 9     | 6                | 0                | 21                    | 3                     | 81    | 12    |
| Valencia C. F. · España      | 1.ª           | 2017-18       | 15    | 0     | 6                | 1                | ―                     | ―                     | 21    | 1     |
| Valencia C. F. · España      | Total club    | Total club    | 15    | 0     | 6                | 1                | 0                     | 0                     | 21    | 1     |
| Getafe C. F. · España        | 1.ª           | 2018-19       | 36    | 1     | 4                | 0                | ―                     | ―                     | 40    | 1     |
| Getafe C. F. · España        | 1.ª           | 2019-20       | 35    | 2     | 1                | 0                | 7                     | 0                     | 43    | 2     |
| Getafe C. F. · España        | 1.ª           | 2020-21       | 35    | 1     | 0                | 0                | ―                     | ―                     | 35    | 1     |
| Getafe C. F. · España        | 1.ª           | 2021-22       | 35    | 1     | 0                | 0                | ―                     | ―                     | 35    | 1     |
| Getafe C. F. · España        | 1.ª           | 2022-23       | 29    | 0     | 0                | 0                | ―                     | ―                     | 29    | 0     |
| Getafe C. F. · España        | 1.ª           | 2023-24       | 37    | 4     | 3                | 0                | —                     | —                     | 40    | 4     |
| Getafe C. F. · España        | Total club    | Total club    | 207   | 9     | 8                | 0                | 7                     | 0                     | 222   | 9     |
| Panathinaikos F. C. · Grecia | 1.ª           | 2024-25       | 27    | 3     | 4                | 0                | 15                    | 1                     | 46    | 4     |
| Panathinaikos F. C. · Grecia | 1.ª           | 2025-26       | —     | —     | —                | —                | 4                     | 0                     | 4     | 0     |
| Panathinaikos F. C. · Grecia | Total club    | Total club    | 27    | 3     | 4                | 0                | 19                    | 1                     | 50    | 4     |
| Total carrera                | Total carrera | Total carrera | 330   | 24    | 27               | 2                | 47                    | 4                     | 404   | 30    |

## Palmarés

### Campeonatos nacionales
| Título                     | Club         | País       | Año  |
| -------------------------- | ------------ | ---------- | ---- |
| Liga Premier de Kazajistán | F. C. Astana | Kazajistán | 2015 |
| Liga Premier de Kazajistán | F. C. Astana | Kazajistán | 2016 |

### Campeonatos internacionales
| Título         | Club (*)            | Sede          | Año  |
| -------------- | ------------------- | ------------- | ---- |
| Europeo sub-19 | Selección de Serbia | Lituania      | 2013 |
| Mundial sub-20 | Selección de Serbia | Nueva Zelanda | 2015 |

(*) Incluyendo la selección.